# 국가 연합
국가 연합(國家聯合, 영어: confederation, confederacy, league)은 각각 주권을 유지한 복수의 주권 국가들의 연합이다. 이는 조약의 체결 등을 통해서 약한 정도의 결집력으로 국가간의 통합을 이룬다. 국제법상 연방과 달리 국가 연합 자체가 하나의 주권 국가로 인정되지 않는 경우가 많다. 그러나 세르비아 몬테네그로의 사례와 같이 항상 그러한 것은 아니니, 국가 연합이라는 용어의 정의는 다소 애매한 측면이 있다.
국가 연합은 일정한 범위에서 제국(諸國)을 대표하여 외교를 행한다. 즉 일면으로는 국가 연합은 하나의 국가로 간주되고, 한편으로는 구성국인 각 국가 자체가 독립성을 보유하고 있다. 이것은 민족을 단위로 하는 연방과 같은 결합의 과도적 상태가 되기도 한다. 예컨대 1778년의 미국, 1845~1848년의 스위스, 1820~1866년의 독일 연방 등이다.
한편, 나라나 국가 연합의 이름 속에 들어가는 confederation이나 유사 단어를 한국어로 번역할 경우 사용되는 단어는 상황에 따라 다르며 때로는 오해의 여지가 있는 ‘연방’(예: 독일 연방)으로 번역되기도 한다.

## 국가연합과 연방국가의 차이
국가 연합은 연방 국가보다 상당히 약한 결속력을 가지고 있다. 아래는 양자의 일반적인 특성을 대조한 것이다.
|               | 국가 연합                                                         | 연방 국가                                                       |
| 국제법상 주체 | 구성국이 각각 주체가 된다                                         | 연방국가만이 주체가 된다                                        |
| 국가성        | 진정한 하나의 국가가 아님                                         | 진정한 하나의 국가임                                            |
| 결합의 근거   | 조약                                                              | 연방헌법                                                        |
| 대내적 통치권 | 연방정부가 없다. 구성국 정부가 입법, 집행, 사법권을 나누어 갖는다 | 연방정부와 주정부가 입법, 집행, 사법권을 나누어 갖는다          |
| 외교권        | 구성국 정부가 각각 보유                                           | 연방정부가 보유                                                 |
| 국제적 책임   | 구성국 정부가 각각 책임진다                                       | 연방정부가 책임진다                                             |
| 병력의 보유   | 구성국 정부가 각각 보유한다                                       | 연방정부가 보유한다                                             |
| 결합의 안정성 | 잠정적 결합이다                                                   | 영구적 결합이다                                                 |
| 대표적 사례   | 독립국가연합(CIS), 유럽연합(EU), 동남아시아국가연합(ASEAN)        | 미국(1787년), 스위스(1848년), 캐나다(1867년), 독일 연방(1871년) |

단, 모든 국가 연합이나 연방 국가가 이 표에 기재된 조건을 충족시키는 것은 아니며 상황에 따라 어느 정도 차이가 있을 수 있다.

## 국가연합의 사례

### 과거
미국, 스위스, 캐나다, 독일은 예전에 국가연합이었다가 현재는 연방국가이다.
- 연합헌장하 미국 (1781–1789)
- 스위스 (1291–1848, 공식명 스위스 연합. 당시의 국호에 쓰인 Confoederatio는 전통적인 이유로 오늘날에도 유지하고 있다.)
- 캐나다 (1867–1870)
- 신성로마제국 이후의 독일 연방체
  - 라인 동맹 (1806–1813)
  - 독일 연맹 (1815–1866)
  - 북독일 연맹 (1866–1871), 1871년 독일 제국으로 편입.
- 세르비아 몬테네그로 (2003–2006)

### 현재
- 국제연합 (UN) - 소속국에 대한 영향력은 미미하지만 범세계적인 영향력을 과시하는 역사상 최대의 국가 연합이다.
- 유럽연합 (European Union) - 유럽연합은 각각의 국가가 국제법 주체로 활동하며 각각의 군대를 보유한 점에서 국가연합의 성질이 강하지만, 국가연합보다는 더 강한 결속력의, 그러나 미국과 같은 연방국가보다는 약한 형태의 공동체로 평가되고 있다. 즉 국가연합과 연방국가와의 중간 형태로서 현재 통화를 통일하였으며, 연합 공통의 의회를 조직하고 유럽헌법을 체결하려고 하고 있다. 유럽헌법이 체결되고 헌법재판소가 생겨서 각 국의 법률을 위헌심판하고 있다. 그리고 세계의 국가 연합 중에서도 연방국가로 통일될 가능성이 높은 연합체로 국제적으로도 강력한 입지를 보이고 있다
- 동남아시아국가연합 (ASEAN) - 소속국간의 협동심은 유럽 연합 다음으로 강하다.
- 남아메리카 국가 연합 (UNASUR)
- 독립국가연합 (CIS) - 중앙에 권력이 거의 없는 약한 정도의 국가연합. 소비에트 연방이 해체된 이후 러시아의 주도로 구소련의 소속 공화국들이 합류해 성립된 것이다.
- 아프리카 연합 (AU)
- 아랍 연맹 (AL)
- 태평양 제도 포럼 (PIF)
- 남아시아 지역 협력 연합 (SAARC)
- 유라시아 경제 연합 (EEU)
- 카리브 공동체 (CARICOM)
- 안데스 공동체
- 메르코수르
- 미주 기구

## 한국에서의 국가연합 논의
남북한 간에는 수십 년 동안 통일방법에 대한 논의가 있었으며, 유엔이나 아세안과 같은 국가연합(confederation)이나 미국과 같은 연방국가(federation)와 같은 형태의 통일 방법을 제시되었다.
2000년 6월 15일, 6·15 남북 공동선언 제2항에서 "남과 북은 나라의 통일을 위한 남측의 연합제안(Confederation)과 북측의 낮은 단계의 연방제안(Soft Federation)이 서로 공통성이 있다고 인정하고 앞으로 이 방향에서 통일을 지향시켜 나가기로 하였다."라고 명시하여, 국가연합(confederation)의 방향으로 통일을 지향시켜 나가기로 합의한 바 있다..

## 같이 보기
- 남북통일
- 연방국가